# Šaherdari Tabriz
Šaherdari (perz. شهرداری) je iranski nogometni klub iz grada Tabriza u Istočnom Azarbajdžanu. Osnovan je 1986. godine.
Glavno igralište kluba je Stadion Jadegar-e Imam koji prima 70.000 gledatelja, a povremeno se koristi i Stadionom Tahti kapaciteta 20.000 gledatelja.
Sudjeluje u iranskoj drugoj nogometnoj ligi, a najveći uspjeh mu je nastup u prvoj ligi sezone 2011./12. u kojoj je ostvario 16. mjesto.

## Vanjske poveznice
- (perz.) Službene klupske stranice  Arhivirana inačica izvorne stranice od 23. prosinca 2012. (Wayback Machine)
- (engl.) Statistike iranske profesionalne lige